# バラバーシュ・ミクローシュ
バラバーシュ・ミクローシュ（Barabás Miklós、1810年2月10日 - 1898年2月12日）はハンガリーの画家である。主に肖像画を描いた。1847年に描かれた若き日のフランツ・リストの肖像画や1853年に描かれた皇帝フランツ・ヨーゼフ1世の肖像画で知られている。

## 略歴
現在のルーマニア、コヴァスナ県の Markersdorfで生まれた。 Nagyenyed（アイウド:Aiud)の学校で学んだ後、1829年から、ウィーン美術アカデミーでヨハン・エンデルに学んだ。
故郷のトランシルヴァニアに戻り、版画（リトグラフ）をバッラ・ガボール(Barra Gábor: 1799–1837)から学んだ。1831年からブカレストに住み肖像画家として働いた。1834年からイタリアを旅し、スコットランド出身の画家、ウィリアム・レイトン・リーチ(William Leighton Leitch)と知り合い、リーチから水彩画を学び、ロンバルディのマッジョーレ湖などで写生旅行をした。1836年から1838年までブダペストで修行した。
1840年から後はブダペストを活動場所にし、主に肖像画を描いた。代表的な肖像画にはオーストリア皇帝、フランツ・ヨーゼフ1世や作曲家のフランツ・リスト、詩人のアラニ・ヤーノシュ、革命家のコシュート・ラヨシュやペテーフィ・シャーンドルらの肖像画がある。当時のウィーン美術で流行していた、日常的なものを描くビーダーマイヤー様式の影響も見られる。

## 作品

### 肖像画、人物画

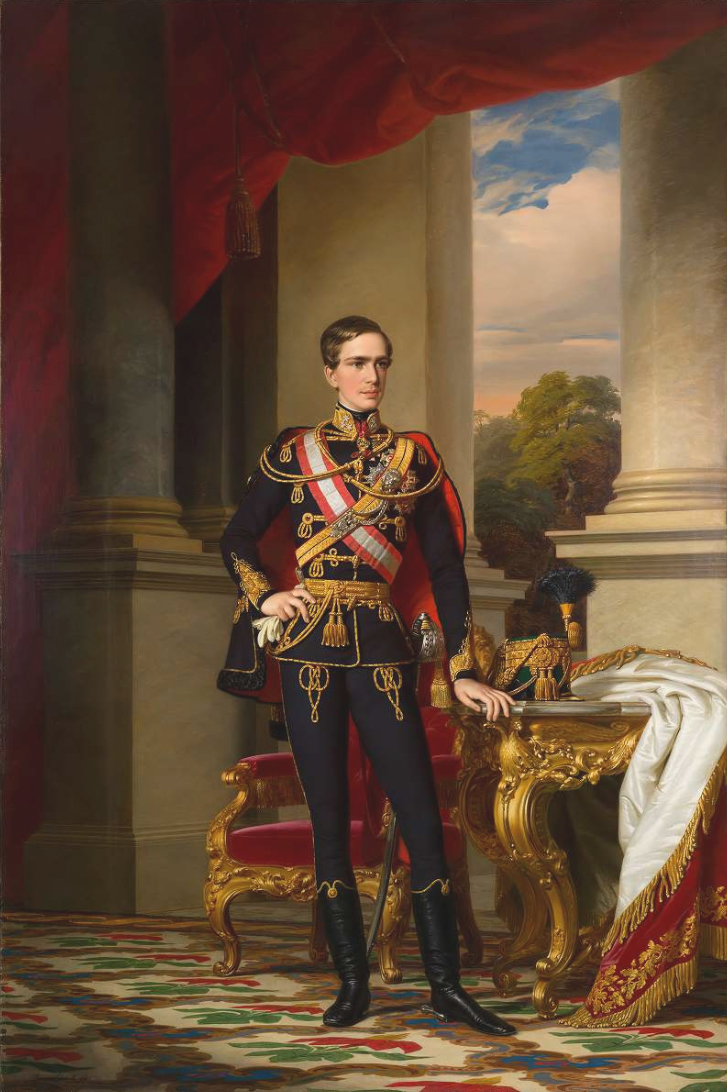
フランツ・ヨーゼフ1世 (1853)
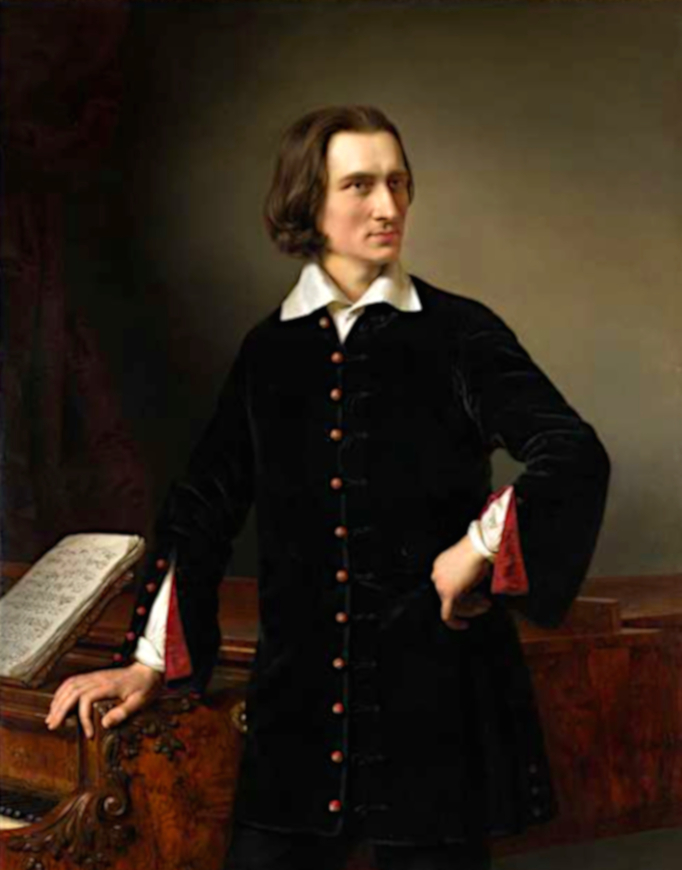
フランツ・リスト (1847)
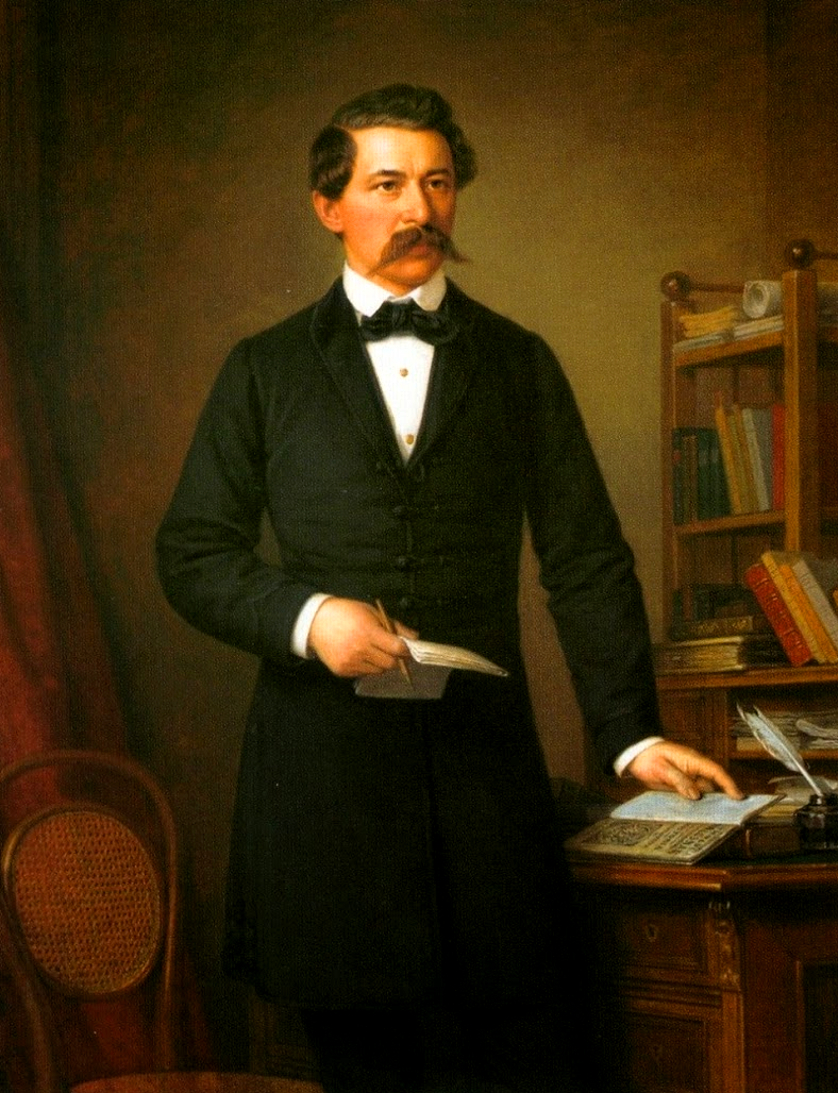
アラニ・ヤーノシュ - 詩人
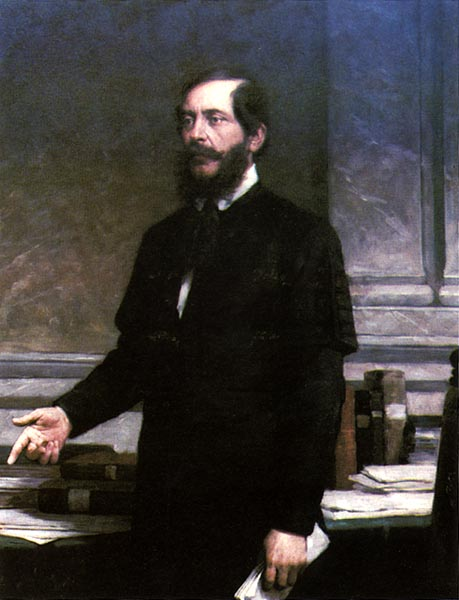
コシュート・ラヨシュ - 政治家、革命家
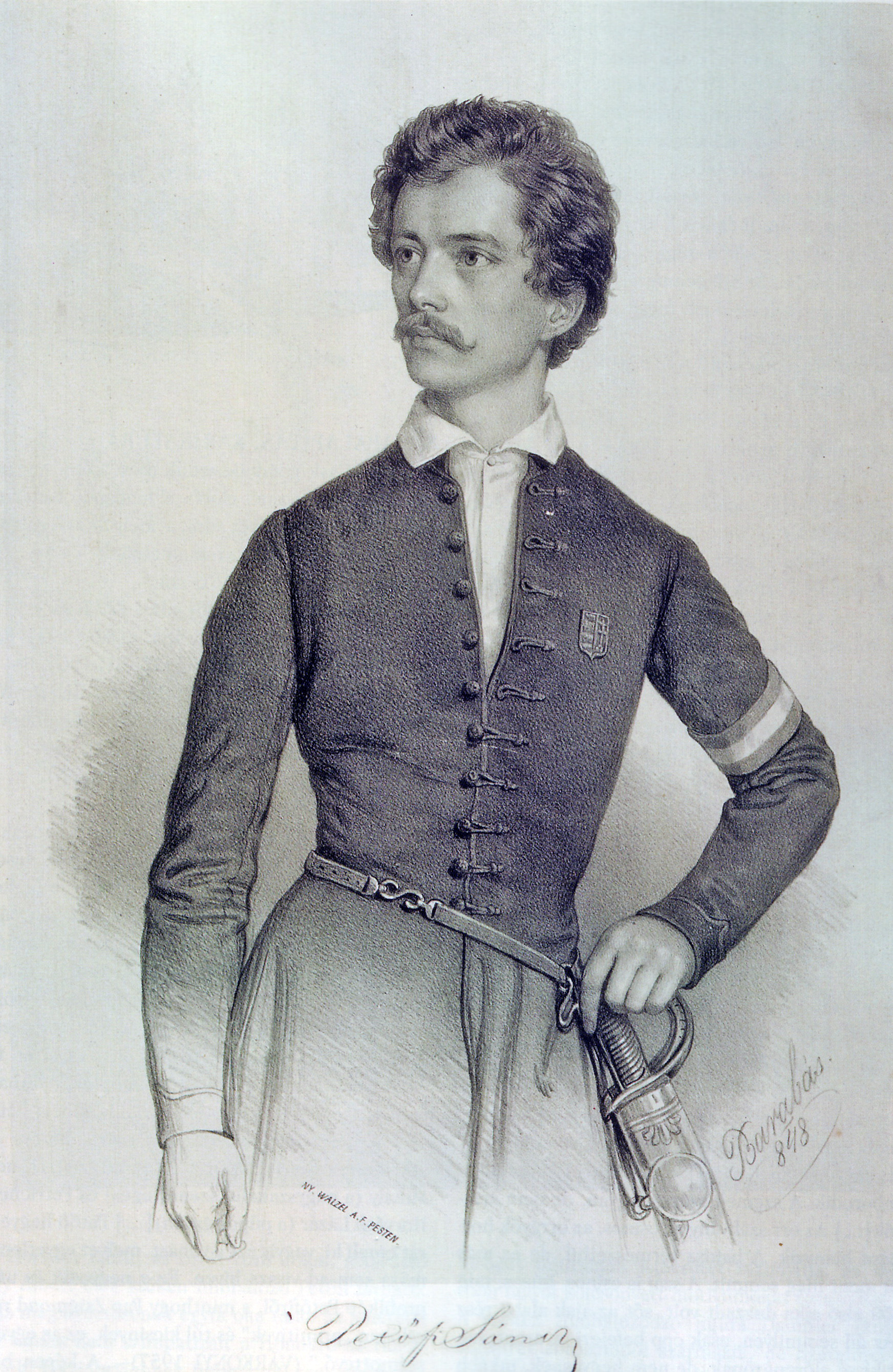
ペテーフィ・シャーンドル（版画）- 革命家、詩人
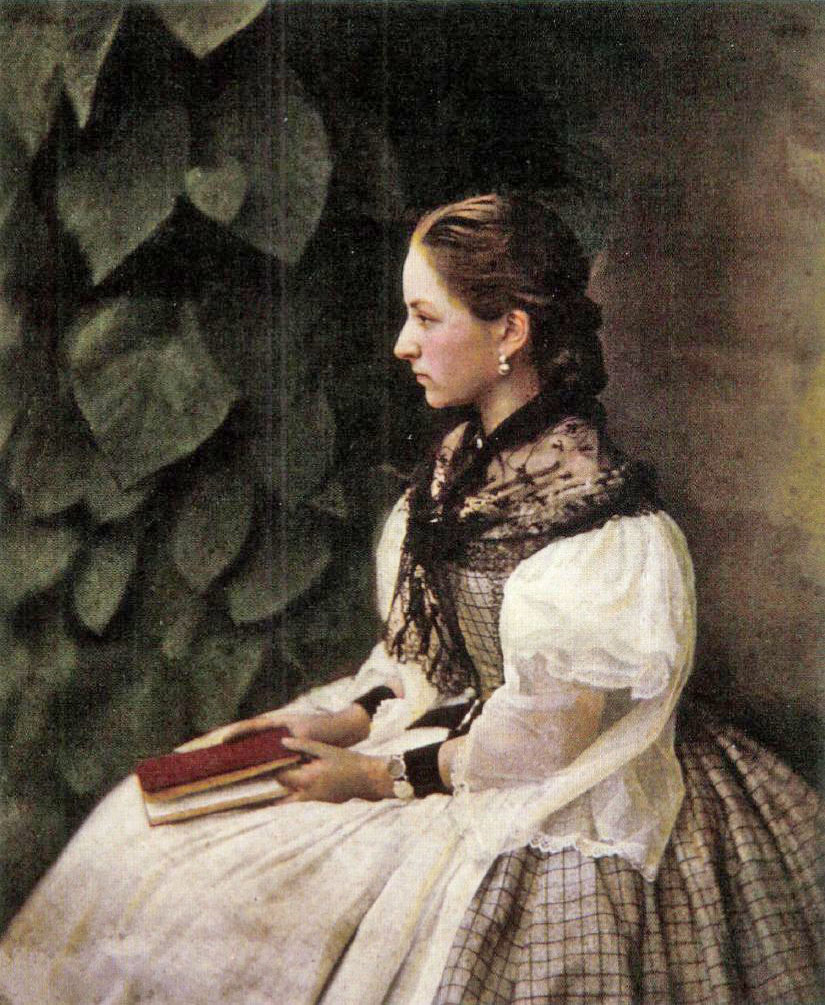
画家の娘の肖像画
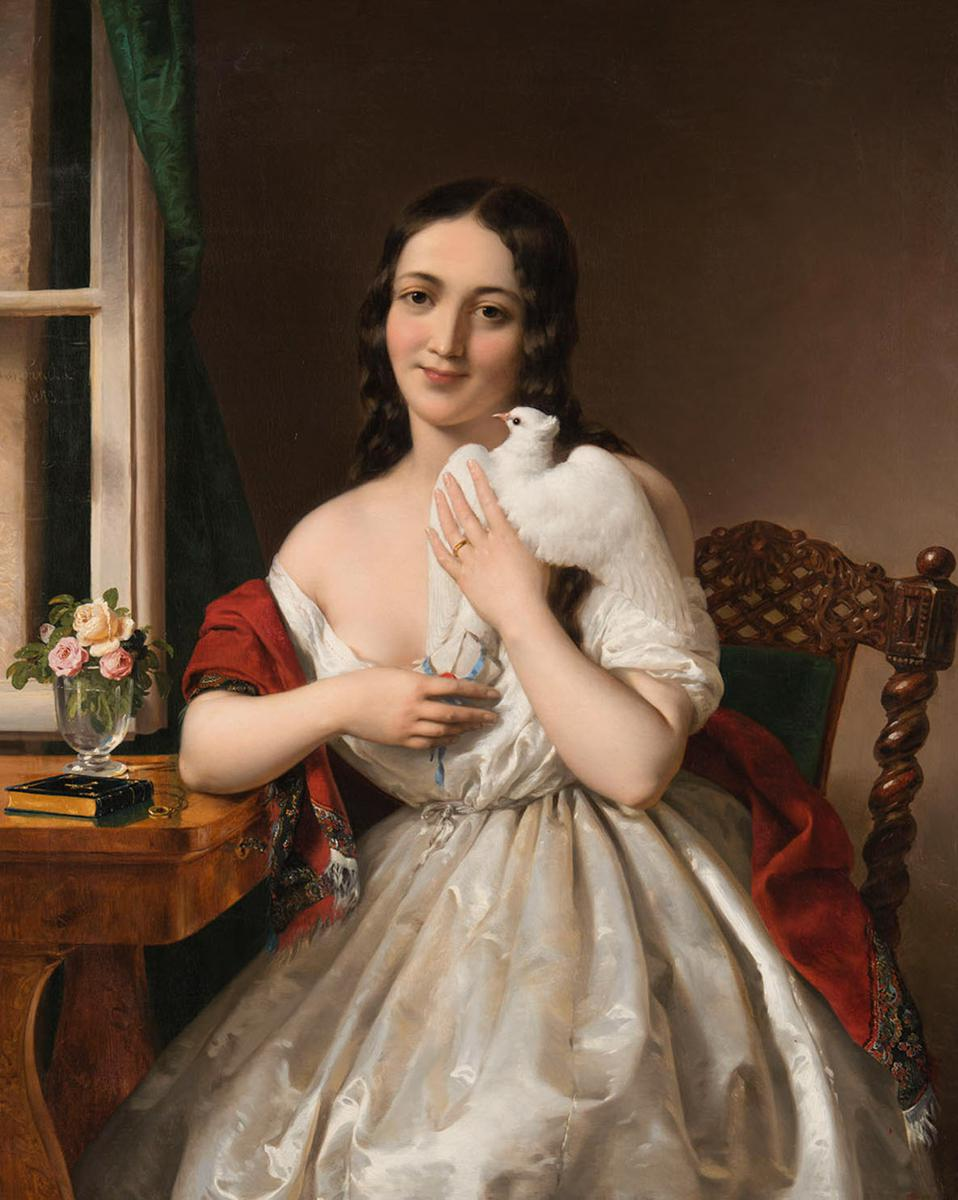
伝書鳩 (1843)
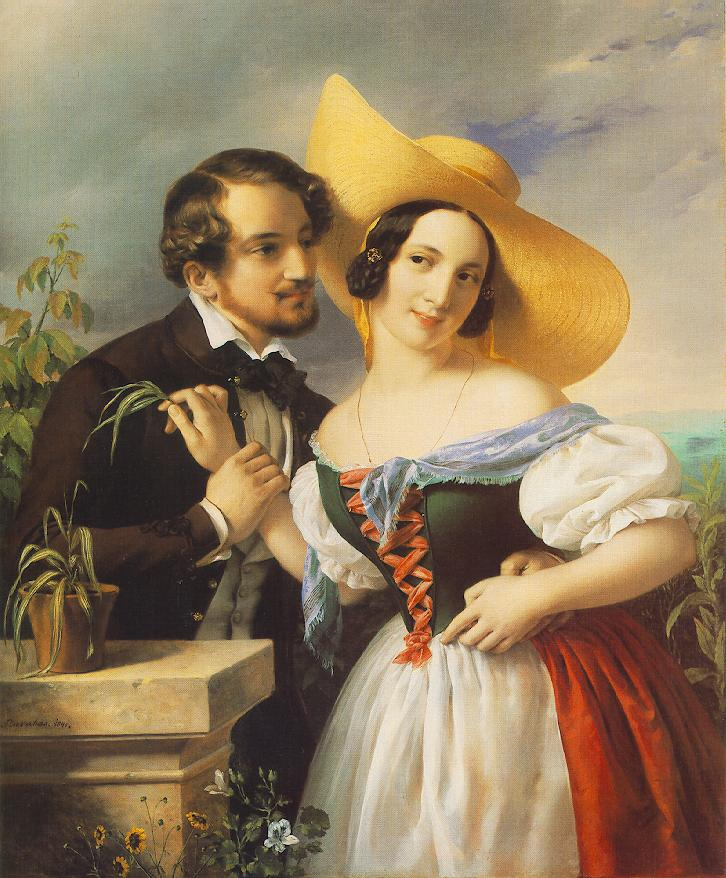
浮気 (1841)

### 風景画他

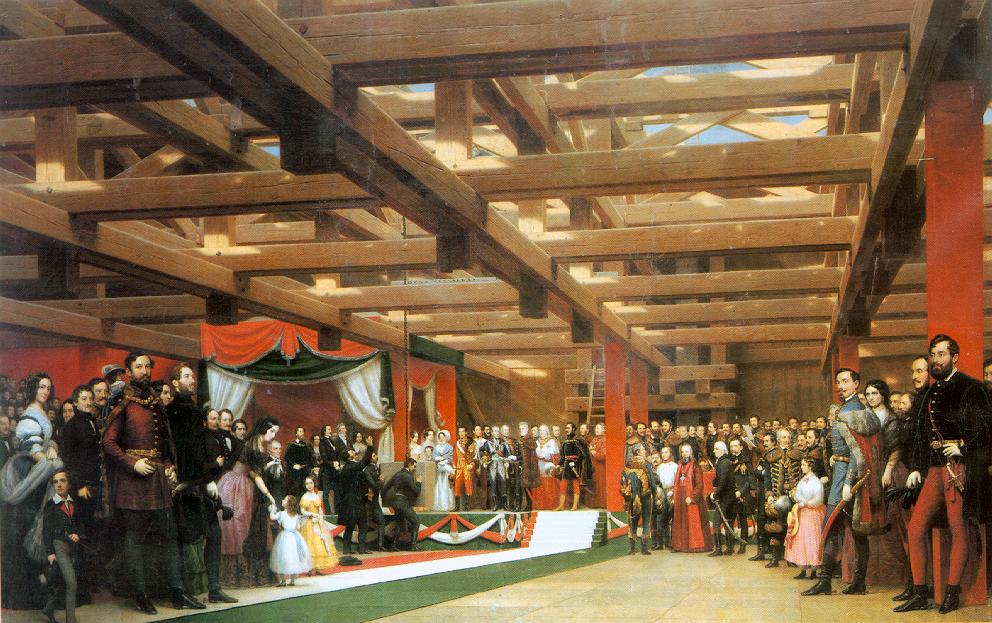
セーチェーニ鎖橋の起工式
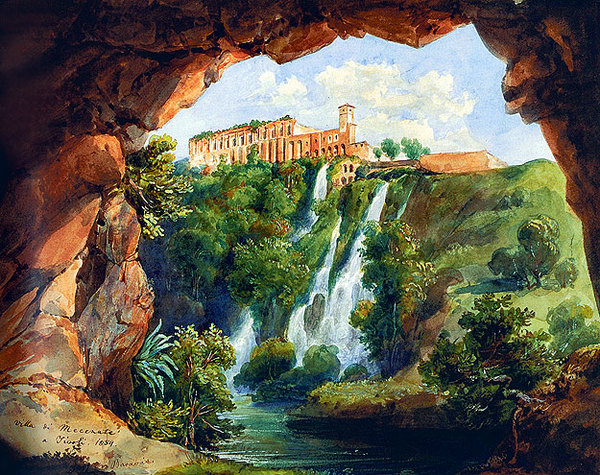
イタリアの風景画(1834)
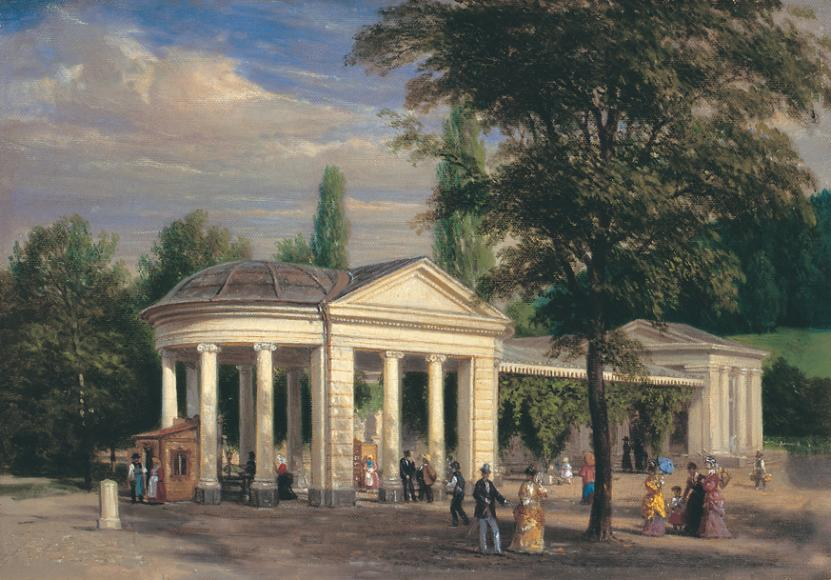
風景画 (1874)